# 神田佐久間河岸
神田佐久間河岸（日语：／ Kanda-sakumagaji */?）是東京都千代田區的町名，住居表示未實施地域，不設丁番。2013年8月1日時的人口為107人。郵遞區號101-0026。
本町的住所表記不是一般常見的「神田佐久間河岸○○番地」，而是「神田佐久間河岸○○號地」。

## 地理
位於千代田區東北部，東西狹長。町內只有一排東西向的中層建築，南端為神田川。此外，東端是接清洲橋通的美倉橋，西端是連結昭和通（昭和通上有首都高1號上野線）的和泉橋。美倉橋旁是町域内唯一的公共設施千代田區立美倉橋北兒童遊園，西部昭和通上有東京地下鐵日比谷線秋葉原站4號出口。本區東臨東神田，西、北接神田佐久間町，南與岩本町、東神田之間以神田川為界。

### 河川
- 神田川－町域南端一級河川。町名源自於此地位於神田川河岸。

## 歷史
本地在江戶時代是神田川沿岸的卸貨碼頭，神田川作為運河的時期，東北地方的薪炭或米從此地運往秋葉原貨物站。1889年（明治22年），因鄰接「佐久間町」而將行政地名命為「佐久間河岸」。1947年（昭和22年）千代田區成立。舊區名冠上神田沿用至今。

### 地名由來
為佐久間町的卸貨碼頭而得名。

## 設施
- 和泉橋
- 美倉橋
- 美倉橋北兒童遊園
- SUZUKEN（日语：スズケン）東京支店

## 備註
1. ↑  千代田区ホームページ - 町丁別世帯数および人口（住民基本台帳）：平成25年8月1日現在 的存檔，存档日期2013-10-27.
2. ↑  . 千代田區ホームページ.   [2013-05-04]. （原始内容存档于2019-09-23）.